# Mordellistena podlussanyi
Mordellistena podlussanyi es una especie de coleóptero de la familia Mordellidae.

## Distribución geográfica
Habita en Creta.